# Bleu mélissa
Plebejus melissa
Espèce
Le Bleu mélissa (Plebejus melissa) est une espèce nord-américaine de lépidoptères de la famille des Lycaenidae et de la sous-famille des Polyommatinae.

## Systématique
L'espèce Plebejus melissa a été décrite par l'entomologiste américain William Henry Edwards en 1873, sous le nom initial de Lycaena melissa.
Plebejus melissa est connue sous les autres combinaisons suivantes : 
- Lycaena melissa Edwards, 1873 — protonyme
- Lycaeides melissa (Edwards, 1873)
- Rusticus melissa (Edwards, 1873)

### Sous-espèces
Plusieurs sous-espèces ont été décrites, :
- Plebejus melissa melissa (Edwards, 1873) — Ouest du Canada et des États-Unis (notamment Minnesota, Colorado, Arizona).
- Plebejus melissa samuelis (Nabokov, 1943) — En anglais Karner Blue ; parfois considérée comme une espèce distincte. Présente dans la région des Grands Lacs (Wisconsin et Michigan), le New Jersey, le Sud du New Hampshire et dans l'état de New York.
- Plebejus melissa annetta (Edwards, 1882) — Utah.
- Plebejus melissa paradoxa (Chermock, 1945) — Californie.
- Plebejus melissa pseudosamuelis (Nabokov, 1949) — Colorado.
- Plebejus melissa inyoensis (Nabokov, 1949) — Californie, Nevada.
- Plebejus melissa mexicana (Clench, 1965) — Mexique.
- Plebejus melissa alateres (Austin, 1998) — Nevada.
- Plebejus melissa fridayi (Chermock, 1945) — Sierra Nevada et Sud de l'Oregon — souvent considérée comme une espèce distincte.

## Noms vernaculaires
- En anglais : Melissa Blue[1] (et Karner Blue pour la sous-espèce samuelis).
- En français : le Bleu mélissa[3] ou le Mélissa bleu.

## Description

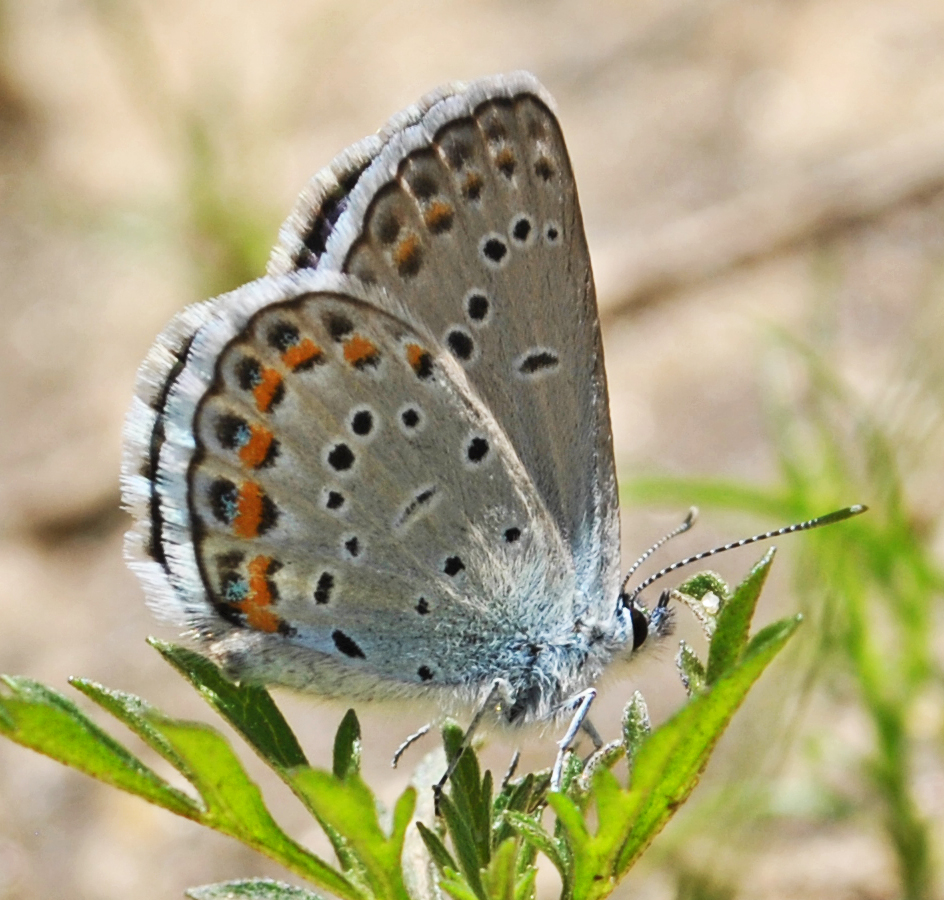
Revers des ailes de Plebejus melissa samuelis.

L'imago de Plebejus melissa est un petit papillon d'une envergure de 22 à 35 mm, qui présente un dimorphisme sexuel : le dessus du mâle est bleu avec une fine bordure noire et une frange blanche, et celui de la femelle est brun avec une suffusion basale bleue et une série de lunules submarginales orange.
Le revers des ailes a un fond gris, orné de séries de points noirs cerclés de blanc et d'une ligne submarginale de taches orange.

## Biologie

### Période de vol et hivernation
La sous-espèce orientale samuelis vole en deux générations de mai à août, et la sous-espèce occidentale melissa en trois générations d'avril à octobre.
L'espèce hiverne sous forme d'œuf ou de chenille néonate.

### Plantes-hôtes et myrmécophilie
Les plantes-hôtes larvaires sont nombreuses pour la sous-espèce melissa, qui consomme des Astragalus (A. adsurgens, A. crassicarpus, A. flexuosus, A. lotiflorus, A. missouriensis), Oxytropis lambertii, Medicago sativa et Coronilla varia. Le cycle de vie de la sous-espèce samuelis dépend d’une espèce de lupin, Lupinus perennis (en).
Les chenilles sont prises en charge par des fourmis.

## Distribution et biotopes
Plebejus melissa est présent en Amérique du Nord dans deux aires : l'une à l'ouest, du Canada au Mexique en passant par la moitié ouest des États-Unis, atteignant à l'est le Minnesota, l'Iowa et le Texas ; et l'autre à l'est, du Wisconsin au New Hampshire (sous-espèce samuelis),.
L'espèce se rencontre dans les espaces ouverts, surtout les prairies et les clairières,.

## Protection
La sous-espèce samuelis est classée comme menacée de disparition dans toute son aire de répartition et a été classée comme disparue du Canada en mai 2000. Elle fait l'objet d'efforts de conservation.